# Slava
För andra betydelser, se Slava (olika betydelser).

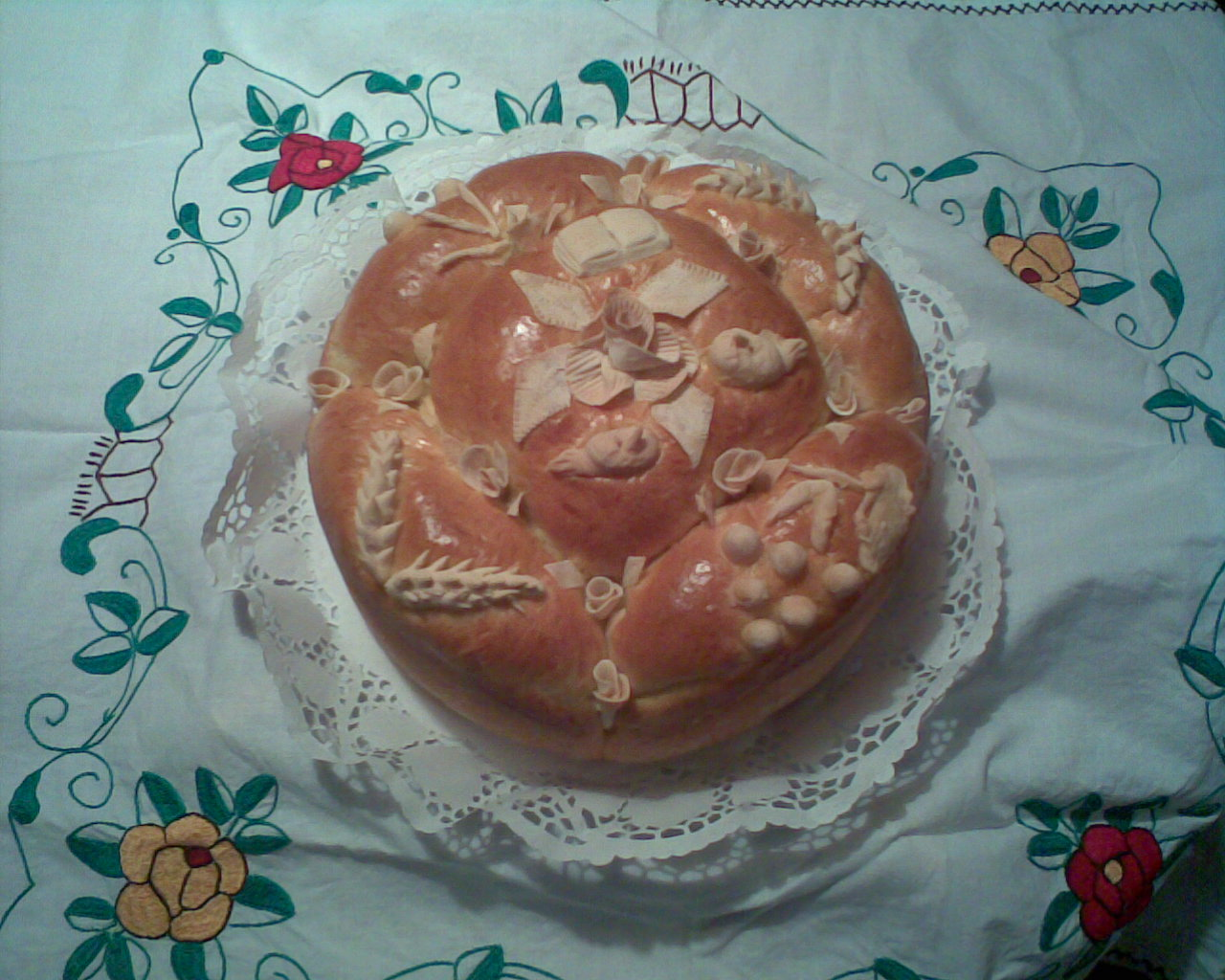
Slava-kaka (Славски колач/Slavski kolač) är en limpa bröd och fyller en viktig funktion i firandet.

Slava, (serbisk kyrilliska: Слава) även kallat Krsna slava (Крсна слава) eller Krsno ime, (Крсно име, med betydelsen 'kristet namn') är ett serbisk-ortodoxt firande av familjehelgonet. Slavan firas årligen på familjehelgonets dag och bland de vanligast förekommande är helgonet Nikolaus (19 december), sankt Göran (6 maj, dagen kallas för Đurđevdan), Johannes döparen (20 januari), Demetrius av Thessaloniki (8 november) och ärkeängeln Mikael (21 november). Slava firas primärt av serber och hos få andra sydslaver i Serbien, Montenegro, Nordmakedonien, Bulgarien, Bosnien och Hercegovina, Kroatien och hos folket goraner (vilka idag är muslimer men fram till 1800-talet tillhörde den serbisk-ortodoxa kyrkan).
Slava är vanligtvis gemensam hos varje familj och släkt, men det finns även hela byar (ofta genom långa släktband) som firar samma helgon. Vilken slava som firas och är den vanligaste varierar ofta efter geografiskt spridning.
Firandet av slava kretsar generellt kring kyrkobesök, där slavan (helgonet) vördas, olika ceremoniella ritualer och en stor familjemåltid med släkten, i eller nära hemmet.

## Historia
Det finns olika teorier om hur firandet uppstått. Man antar att traditionen kom till då sydslaverna kristnades i slutet av 800-talet. En teori grundar sig på att den dag då massdopet skedde var signad för ett visst helgon och då blev det helgon då dopet skedde deras familjehelgon. En annan grundar sig på att varje klan antog sitt eget helgon kollektivt medan det även finns de som tror att familjehelgonen ersatte de förkristna gudarna i den slaviska mytologin. Likheter pekar på mellan helgonen och gudarna att de besatt olika sorters beskyddande krafter och heliga förmågor. Slavan kan jämföras med en skyddspatron. 
Slava fick kanonisk rätt av Sankt Sava, vilken var den förste serbiske ärkebiskopen inom den serbisk-ortodoxa kyrkan i början av 1200-talet. 